# Gravures d'Andrea Mantegna
Les gravures d'Andrea Mantegna présentent, dans l'état actuel des connaissances, un panorama en images de gravures sur cuivre effectuées en taille-douce, identifiées et conservées comme étant de l'artiste renaissant Andrea Mantegna (1431-1506). Cette production s'étale originellement entre les années 1470 et la mort de l'artiste. Un certain nombre d'estampes sont le résultat d'un travail en société au sein de l'atelier Mantegna, actif à Mantoue, puis liquidé en 1510 après la mort de Lodovico Mantegna, fils du maître.

## Limites du corpus
Toutes les gravures sont issues de dessins de Mantegna, la technique de traduction fait appel au burin, voire à la pointe sèche. Aucune plaque n'est datée et signée, ce qui conduit à des estimations approximatives. Les titres sont attribués. Quand cela est possible, est indiqué le nom d'un collaborateur.

### Gravures identifiées
Les gravures suivantes, au nombre de sept, ont été clairement identifiées par Paul Kristeller en 1901. Par convention, et après différentes études et analyses, cette liste reste inchangée depuis 2008.
| Image | Titre(s)                                         | Dimensions     | Fonds illustrant                            | Notes                            |
| ----- | ------------------------------------------------ | -------------- | ------------------------------------------- | -------------------------------- |
|       | La Mise au tombeau « en largeur »                | 29,9 × 44,2 cm | Washington, National Gallery of Art         | c. 1470-1475 55 épreuves connues |
|       | Le Christ ressuscité entre saint André et Longin | 31,5 × 27,9 cm | New York, Metropolitan Museum of Art        | c. 1470-1475 44 épreuves connues |
|       | Bacchanale à la cuve (partie gauche)             | 27,9 × 41,7 cm | Paris, Départements des estampes (BNF)      | avant 1481 53 épreuves connues   |
|       | Bacchanale au Silène (partie droite)             | 27,9 × 41,7 cm | Paris, Départements des estampes (BNF)      | avant 1481 45 épreuves connues   |
|       | Combat de dieux marins (partie gauche)           | 28,3 × 41,3 cm | Chatsworth House, The Devonshire Collection | avant 1481                       |
|       | Combat de dieux marins (partie droite)           | 28,3 × 41,3 cm | Chatsworth House, The Devonshire Collection | avant 1481 44 épreuves connues   |
|       | La Vierge à l'Enfant (La Vierge d'humilité)      | 26,6 × 23,2 cm | New York, Metropolitan Museum of Art        | c. 1490 36 épreuves connues      |

### Gravures issues de l'atelier de Mantegna
Le statut des gravures ci-dessous fait l'objet de nombreux débats et recherches depuis plus d'un siècle. À compter de 1990, au moins, on sait en attribuer une dizaine à des collaborateurs ou fournisseurs qu'Andrea Mantegna a officiellement embauchés dans le cadre de son grand atelier situé à Mantoue, espace de travail qui était fonctionnel en tant qu'entité à partir des années 1474-1476 et qui fut liquidé en 1510. Cette liquidation a permis de distinguer d'un côté des cuivres ayant été conservés par Mantegna, de l'autre des états, des jeux d'épreuves relatifs à des commandes sous la direction du maître, sachant que les commissionnaires principaux restaient les Gonzague.

#### Gravures attribuées
Pour cette série de gravures dont la datation est estimée aux alentours de l'année 1475, soit après le début des travaux de décoration de la chapelle du château Saint-Georges dont elles s'inspirent pour certains motifs, Suzanne Boorsch suggère Gian Marco Cavalli, comme exécutant, d'après le contrat établi le 5 avril 1475 avec Mantegna,, :
- La Descente aux limbes (1475) ;
- La Flagellation du Christ au pavement, gravée au dos de la plaque de cuivre de la précédente ;
- La Descente de Croix (vers 1475) ;
- La Mise au tombeau « en hauteur » (avec quatre oiseaux), gravée au dos de la plaque de cuivre de la précédente ;
- La Vierge et l'Enfant dans la grotte (inachevée).

Une autre série est celle des Triomphes de César, d'après les neuf toiles de Mantegna conservées à Hampton Court (Londres). Certaines épreuves avec variantes ont été attribuées à Giovanni Antonio da Brescia (fl. 1490-1519). Une plaque portant deux « triomphes », non identifiés avec précision, était présente dans l'inventaire de 1510 :
- Les Éléphants (vers 1498), attribuée à Giulio Campagnola[12] ;
- Les Porteurs de corselets (vers 1498), attribuée à Giulio Campagnola ;
- Les Porteurs de corselets avec un pilastre (avant 1506), attribuée à Gian Marco Cavalli ;
- Les Sénateurs (avant 1506), attribuée à Gian Marco Cavalli.

#### Gravures non encore attribuées
- Hercule et Antée (vers 1495), présente dans l'inventaire de 1510[13].
- Les Quatre Muses dansant, d'après un motif du Parnasse, présente dans l'inventaire de 1510[14]. La plaque a été gravée sur la précédente[13].
- Faune attaquant un serpent (vers 1500).
- Allégorie du Vice et de la Vertu ou Allégorie de la Chute de l’humanité ignorante (vers 1500-1505), en deux parties, attribuées parfois à Giovanni Antonio da Brescia[15] :
  - Virta combusta (supérieure) ;
  - Virtus deserta (inférieure).
- Saint Sébastien (vers 1490-1500).
- Silène avec un groupe d’enfants (vers 1490-1500).

### Articles et catégories connexes
- Liste d'œuvres d'Andrea Mantegna
- Fresques de Mantegna
- Gravures de Mantegna
- Tableaux de Mantegna